# Remo (satélite)

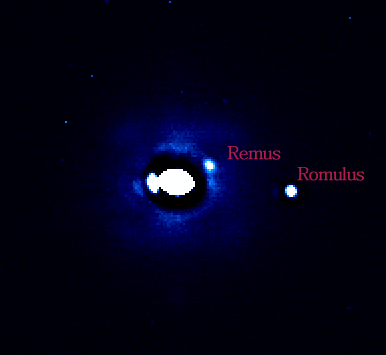
87 Sílvia e seus dois satélites, Rômulo e Remo.

Remo, oficialmente (87) Sílvia II Remo, é a lua interior e menor de 87 Sílvia situado no cinturão principal de asteroides. Segue-se uma órbita quase circular próxima do equador ao redor do asteroide pai. A este respeito, é semelhante à outra lua Rômulo.

## Descoberta
Remo foi descoberta vários anos depois de Rômulo em imagens tiradas a partir de 9 de agosto de 2004 e anunciou em 10 de agosto de 2005. Ele foi descoberto por Franck Marchis, Pascal Descamps, Hestroffer Daniel e Jérôme Berthier do observatório de Paris, França, usando o telescópio Yepun do Observatório Europeu do Sul (ESO) no Chile. Marchis, o líder do projeto, estava esperando a conclusão do programa de aquisição de imagem antes de começar a processar os dados. Assim como ele estava pronto para ir de férias em março de 2005, Descamps lhe enviou uma breve nota intitulada "87 Sílvia está a triplicar?" apontando que ele podia ver duas luas em várias imagens de Sílvia. Toda a equipe se concentraram então rapidamente na análise dos dados, escreveu um artigo, apresentou um resumo da reunião de agosto, no Rio de Janeiro, e apresentou uma proposta de nomenclatura para a UAI.

## Nome
A sua designação completa é (87) Sílvia II Remo; antes de receber seu nome, ele era conhecido como S/2004 (87) 1. O satélite tem o nome de Remo, gêmeo de Rômulo e também fundador mitológico de Roma, um dos filhos de Reia Sílvia criados por um lobo.

## Características físicas
87 Sílvia tem uma densidade baixa, o que indica que ele é provavelmente um monte de entulhos de asteroides formado quando os restos de uma colisão entre a seu corpo-mãe e outro asteroide acrescentaddos gravitacionalmente. Assim, é provável que tanto Remo e Rômulo são pilhas de escombros menores, que acrescidos em órbita ao redor do corpo principal dos restos da mesma colisão. Neste caso, o seu albedo e densidade são esperados para ser semelhantes aos de Sílvia.
A órbita Remo deverá ser bastante estável: está longe dentro da esfera de Hill de Sílvia, mas também muito fora da órbita síncrona.
O satélite tem um diâmetro de 7±2 km e sua órbita tem uma distância de 706±5 km, levando aproximadamente 1,3788±0,0007 dias (33,09 h) para completar sua órbita.